# Bakoer II van Iberië
Bakoer II was koning van Iberië, bekend als Kartli (huidige Georgië), van 534 tot 547. Hij behoorde tot de Chosroïden-dynastie en was een zoon en opvolger van koning Datsji.
Na de Iberische Oorlog (526-532) was Iberië meer dan ooit een vazalstaat van het Sassanidische Rijk.  Zijn zoon Pharasmanes V was nog een jongeling toen hij zijn vader opvolgde.